# Señorío de Aguilarejo
El señorío de Aguilarejo fue un heredamiento creado por el rey Fernando III a favor de Rodrigo Íñiguez de Cárcamo, maestre de la Orden de Santiago, por sus servicios en la conquista de Córdoba, en 1236. Su nombre se refiere al castillo de El Aguilarejo, situado en el municipio andaluz de Córdoba, en la provincia homónima.

## Historia

Escudo de la casa de Córdoba.

La conquista de Córdoba, se produjo en 1236, por el rey Fernando III, con los caballeros que le acompañaban, y las huestes que se reunieron a su llamada, formadas por los magnates, concejos, prelados y maestres de las Órdenes Militares, a fin de socorrer a los cristianos que se hallaban sitiados en la Axarquía.
Por ello sitiaron la ciudad, y después de un asedio de varios meses y perdidas las esperanzas de recibir ayuda, los cordobeses rindieron la ciudad a Fernando III, con la condición de respetar la vida de la población, que no debería ser atacada mientras abandonaba el territorio. 
Las tropas de Fernando III hicieron su entrada en la ciudad de Córdoba el día 29 de junio de 1236, mientras tanto, se enviaron mensajeros por todo el reino de Castilla a fin de que acudiesen cristianos con los que poder poblar la ciudad.
Francisco Fernández de Béthencourt dice que de la casa de Estella procedió la rama de Andalucía, cuyo florecimiento arranca desde la época de la conquista de Córdoba. En esta ciudad fue heredado y quedó establecido el progenitor de dicha rama, de la que se conoce a Fernán Iñiguez de Cárcamo, natural de Estella (Navarra), y a su hermano, el famoso comendador de Santiago, Rodrigo Fernández de Cárcamo. Ambos tomaron parte en la conquista de Córdoba, donde recibieron tierras en las que se radicaron.
Descendientes de este linaje son importantes personajes de la ciudad de Córdoba y de la historia de España, entroncando varias veces con la Casa de Córdoba, con la que comparten origen. El Gran Capitán, Gonzalo Fernández de Córdoba, y su hermano mayor Alfonso Fernández de Córdoba se criaron en Córdoba al cuidado del caballero Pedro de Cárcamo, señor de Aguilarejo.
Alonso Íñiguez de Cárcamo, XII señor de Aguilarejo, IV de Alizné, caballero de la Orden de Calatrava, comendador de Belmez y después de Lopera, sirvió al rey Felipe II a su costa en las galeras de España, pasó con el señor Juan de Austria a Italia y se halló en la batalla naval de Lepanto en la Capitana de Gil de Andrada, y en Túnez, también fue dos veces corregidor de Toledo.
Las armas de este linaje son: De azur un león rampante de gules, aunque otros autores dicen que en sinople una cruz potenzada, de oro.

## Señores de Aguilarejo
- Rodrigo Fernández de Cárcamo (f. 1242), que fue enterrado en la iglesia Mayor de Mérida, y había sido maestre de la Orden de Santiago, I señor de Aguilarejo. Le sucede su hermano:[7]
- Fernán Iñiguez de Cárcamo, primer alcalde mayor que hubo en Córdoba, II señor de Aguilarejo,[8] hijo de Garci Íñiguez, señor de la aldea de Quincoces de Yuso en el Reino de León, y de Íñiga Iñiguez. Se casó con María Lorenzo. Le sucede su hijo:[7][9]
- Pedro Íñiguez de Cárcamo, III señor de Aguilarejo, casado con Sancha Díaz de Haro o Díaz Carrillo. Le sucede su hijo:[7][9]
- Fernán Íñiguez de Cárcamo, IV señor de Aguilarejo, alcalde mayor de Córdoba, se casó con Juana Núñez de Témez (o bien Núñez de Montemayor[9] o Fernández de Córdoba),[7] hija de Fernando Nuñez de Témez (o bien Muñoz), conquistador de Córdoba, II Señor del Castillo de Dos Hermanas, y de Leonor Muñoz Doña Ora.[10] Le sucede su hijo:[7][9]
- Pedro Fernández de Cárcamo, V señor de Aguilarejo,[9] casado con Mencía de Herrera, hija de Garci Gómez de Herrera y de Elvira de Guzmán.[1] Le sucede su hijo en 1396:
- Fernán Íñiguez de Cárcamo, VI señor de Aguilarejo y II señor de las Cuevas de Guarromán, casado con Aldonza López de Montemayor,[9] hija de Alonso Fernández de Córdoba, Adelantado Mayor de la Frontera, señor de Alcaudete y Montemayor y de Juana Martínez de Leyva.[11] Le sucede su hijo:
- Diego Íñiguez de Cárcamo, VII señor de Aguilarejo y Veinticuatro de Córdoba, casado con Inés de Argote, hija de Martín Fernández de Córdoba, alcaide de los donceles, señor de Espejo y Lucena y de su mujer María Alfonso Argote. Le sucede su hijo:
- Fernán Íñiguez de Cárcamo, VIII señor de Aguilarejo y Veinticuatro de Córdoba, casado con Catalina de Quesada, hija de Mose Alfonso de Quesada de la casa de los señores de Garcíez y de Constanza de Bocanegra.[10] Le sucede su hijo:
- Alonso Íñiguez de Cárcamo y Quesada, IX señor de Aguilarejo, que testó en 1535, casado con Aldonza de Angulo Figueroa, señora de Alizné. Le sucede su hijo:
- Diego de Cárcamo y Angulo, X señor de Aguilarejo y II de Alizné, Veinticuatro de Córdoba, que casó con Mencía de Figueroa Martel, prima de Pedro de Córdoba,[1] natural de La Parra (hija de Alonso Fernández de la Puente y de Aldonza de Acevedo). Le sucedió su hijo:
- Fernando Íñiguez de Cárcamo y Figueroa, señor de Aguilarejo y Alizné, de la Orden de Calatrava, casado con Aldonza de Haro, hija de Diego López de Haro y Sotomayor y Antonia de Guzmán, señora de La Higuera. Le sucede su hijo:
- Alonso Íñiguez de Cárcamo y Haro, comendador de Belmez y Lopera en la Orden de Calatrava, XII señor de Aguilarejo y Alizné, casado con María de Eraso, señora de la Palmosa, hija de Cristóbal de Eraso, señor de la Palmosa, alcalde mayor de Écija, y Ana de Aguayo y Hoces. Su hija Ana María de Cárcamo y Eraso se casó con Luis Jiménez de Góngora, primer señor y I vizconde de la Puebla de los Infantes. Su hermana, Aldonza de Cárcamo y Haro casó con Pedro de Hoces y Góngora, XI señor de la Albaida; Le sucede su hijo:
- Fernando Íñiguez de Cárcamo y Eraso, señor de Aguilarejo y Alizné, casado con Luisa Serrano. Le sucede su hijo:
- Alonso Íñiguez de Cárcamo y Serrano, señor de Aguilarejo y Alizné, casado con su prima hermana, Aldonza de Cárcamo. Le sucede su hijo:
- Fernando Íñiguez de Cárcamo, señor de Aguilarejo y Alizné, V conde de los Arenales, que ingresó en 1675 en la Orden de Calatrava. Se casó con María Bañuelos, Marquesa de Ontiveros. Sin sucesión.
- Vasco Alfonso de Sousa Fernández de Córdova Íñiguez de Cárcamo, señor de las villas del Río, de Aguilarejo, Alizne, Torre de Guadiamar, la Palmosa, vizconde de la Torre de Guadiamar, siendo Capitán de la Armada participó en las batallas navales (Agosta, Strómboli y de Palermo)  del Mediterráneo en 1676, a bordo del navío Nuestra Señora del Rosario, durante el enfrentamiento de España en la Guerra Franco-Holandesa (1672–1678), y fue hecho prisionero en una de ellas. Hijo de Juan Alfonso de Sousa Fernández de Córdoba (fallecido en Granada, en 1678) de la Orden de Alcántara, XXIV de Córdoba, VI señor del Mayorazgo de Rabanales, II señor de la Villa del Río, marqués de Guadalcázar, y Ana María Íñiguez de Cárcamo y Haro (nacida en Córdoba, en 1640), VI conde de los Arenales, casado con María Manuel Ruiz de León y Velasco, hija de los condes de Fuente del Saúco –Juan Manuel de Deza y Guzmán Acuña, III señor de las Cuevas de Guarromán, de Torrijos, Palomares y Mayrenilla, y María Fernández de Velasco y Godoy, señora del Mocho y de la Casa de Velasco en Córdoba–. Vasco testó en 1707, le sucede su hijo:
- Juan Alfonso de Sousa de Portugal y Manuel de León y Lando, VII conde de Arenales, casado con María Teresa Fernández del Campo, IV marquesa de Hinojares; Le sucede su hijo:
- Vasco Alfonso de Sousa de Portugal, señor de las villas del Río, de Aguilarejo y Alizne, y de la Torre de Guadiamar, vizconde de Torre de la Guadiamar, marqués y señor de Guadalcázar, marqués de Hinojares, de Mejorada, de la Breña, patrón perpetuo del Convento Iglesia de Agustinos Recoletos de Madrid, alférez mayor de la ciudad de Burgos, del Real Valle de Mena, alguacil mayor de su Santa Cruzada Señor de los castillos de Fernán Iñiguez de Cárcamo, del de Bocanegra, alcayde de el de la villa de la Rambla, alcalde mayor honorífico perpetuo de la ciudad de Sevilla, Veinticuatro de la de Córdova. VIII conde de Arenales, marqués de Guadalcázar, casado con su prima hermana Antonia Fausta Alfonso de Sousa Fernández de Córdova, marquesa de Mejorada, marquesa de la Breña, señora de la Palmosa, hija única y heredera de Cristóbal Alfonso de Sousa y Heraso, señor de la Palmosa, mayordomo y primer Cavallerizo de la princesa de Asturias María Bárbara de Portugal, hijo segundo de Vasco Alfonso de Sousa, VI conde de los Arenales. Le sucedió su hija:
- Francisca de Borja Alfonso de Sousa de Portugal (12 de abril de 1747-23 de marzo de 1820), grande de España, marquesa de Guadalcázar, de los Hinojares, de Mejorada del Campo y de la Breña, condesa de la Fuente del Saúco, VI señora de la Villa de la Aldea del Río, señora de Aguilarejo y Alizné, IX condesa de Arenales, casada el 12 de abril de 1747 con su tío Pedro Alfonso de Sousa de Portugal Fernández del Campo Manuel de Landó y Alvarado.
- Rafael Antonio Alfonso de Sousa de Portugal (1771-1812), grande de España, marqués de Guadalcázar y VII señor de la Villa de la Aldea del Río, X conde de Arenales. Se casó con María Isidra de Guzmán y de la Cerda (1768-1803), hija de los XIV condes de Oñate, Diego de Guzmán y Fernández de Córdova y María Isidra Manrique de Lara de La Cerda y Guzmán, duquesa de Nájera, condesa de Paredes de Nava y de Valencia de Juan, doctora en Filosofía y Letras y primer miembro femenino de la Real Academia Española. Tuvieron tres hijos: Rafael, Isidro y Luisa Rafaela. De su segundo matrimonio con María Margarita Ernestina Godeau d'Entraigues, tuvo a Fernando, XIII conde de los Arenales.
- Rafael Alfonso de Sousa y Guzmán (m. 1834), XI conde de los Arenales, sin descendencia. Le sucedió su hermano:
- Isidro Alfonso de Sousa y Guzmán (1797-1870), grande de España, marqués de Guadalcázar, de los Hinojares, de Mejorada del Campo y de la Breña, conde de la Fuente del Saúco y vizconde de la Torre de Guadiamar, último señor de Aguilarejo y Alizné y de la villa de Aldea del Río. Casó con Josefa Núñez de Prado y Nimes de Segovia y no tuvieron sucesión.